# باول نيويل
باول نيويل (بالإنجليزية: Paul Newell)‏ هو لاعب كرة قدم بريطاني في مركز حراسة المرمى، ولد في 23 فبراير 1969 في Woolwich ‏ في المملكة المتحدة. لعب مع دارلينجتون إف سى وكولتشستر يونايتد ونادي بارنت ونادي ساوثيند يونايتد ونادي ليتون أورينت ونورثامبتون تاون.